# Erasto Cortés Juárez

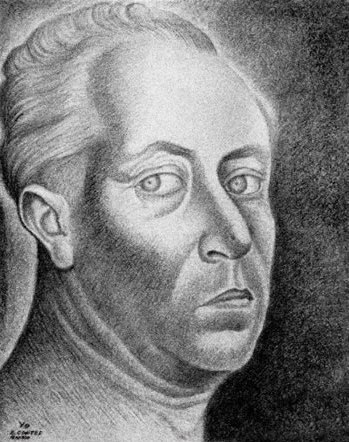
Selbstporträt

Erasto Cortés Juárez (* 26. August 1900 in Tepeaca, Puebla; † 8. Dezember 1972 in Mexiko-Stadt) war ein mexikanischer Grafiker.

## Biografie
Cortés studierte an der Academia de San Carlos und an der Freiluftmalschule von Coyoacán. Seine Lithografietechniken und Druckverfahren mit Linoleum und Holz brachte er sich überwiegend autodidaktisch bei. Er schuf eine Vielzahl von Holzschnitten, grundsätzlich ganze Serien mit Bildnissen historischer Persönlichkeiten und Künstlern, von historisch-mexikanischen Szenarien und Bildern von Landschaften der Bundesstaaten Puebla. Viele Jahre arbeitete Cortés als Dozent.
Er war seit 1970 Mitglied der Academia de Artes.